# Dem deutschen Volke (Film)
Dem deutschen Volke (Untertitel: Verhüllter Reichstag 1971–95) ist ein deutsch-französischer Dokumentarfilm der Regisseure Jörg Daniel Hissen und Wolfram Hissen aus dem Jahr 1996. Der Film behandelt die Verhüllung des Reichstages.

## Hintergrund
Der Film wurde von Arte, Estwest, Ex Nihilo, ZDF produziert. Gedreht wurde von November 1989 bis August 1995 in Berlin und New York City.
Die Uraufführung fand am 30. August 1996 auf der Berliner Waldbühne statt. Kinostart in Deutschland war am 4. September 1997. Am 3. Oktober 1997 lief der Film erstmals im Fernsehen auf Arte.